# Отрадний (Асінівський район)
Отра́дний (рос. Отрадный) — селище у складі Асінівського району Томської області, Росія. Входить до складу Новоніколаєвського сільського поселення.

## Населення
Населення — 52 особи (2010; 53 у 2002).
Національний склад (станом на 2002 рік):
- росіяни — 94 %